# بكلربك

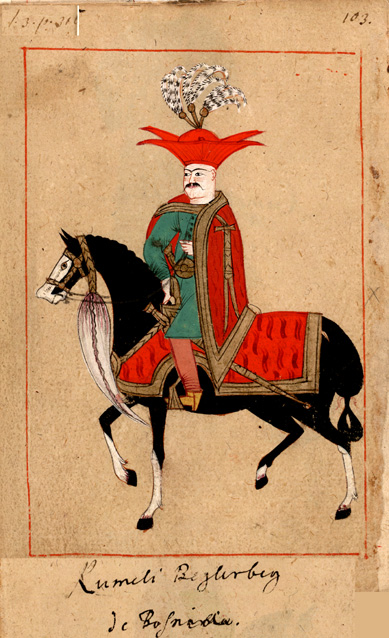
رسم لبكلربك إيالة البوسنة (1657م).

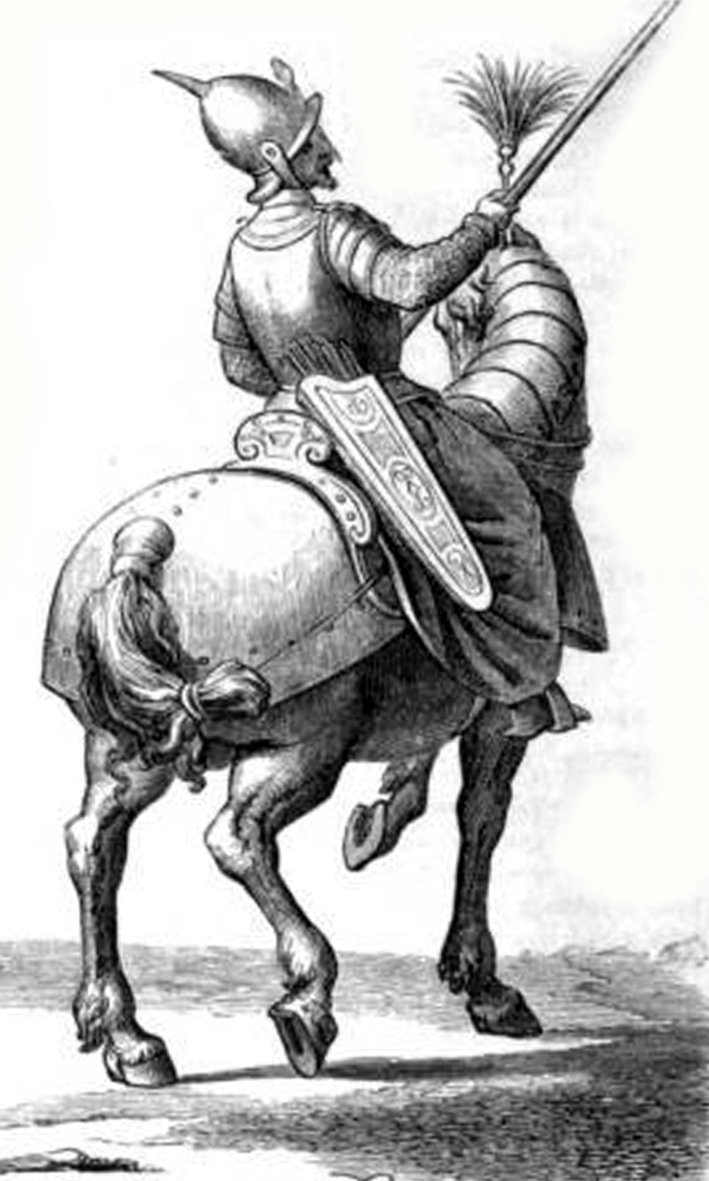
بكلربك الأناضول.

البكلربك (بالتركية: Beylerbeyi)‏ وتُلفظ بايليرباي، هو منصب ولقب عثماني، ويعني «بك البكوات» أو «سيد السادة»، وكانت من أعلى المناصب في الدولة العثمانية.
ويعتبر صاحب المنصب مرشحاً دائماً لدخول مجلس الدولة كوزير.

## الاستخدام المبكر للمنصب
نشأ منصب «بايليرباي» مع السلاجقة، وكان يستخدم في دولة سلاجقة الروم في البداية كبديل للمنصب العربي «أمير الأمراء» أي «قائد القادة»، وهو منصب القائد الأعلى للجيش. 
تم استخدام هذا المنصب في الدولة التالية:
- في الدولة الإلخانية المغولية لتعيين الأمير الأول: «أمير الدولة».
- كما استُخدم أيضًا باللقب التركي «أولوس بكي» (بالتركية: Ulusbegi)‏، حيث "Ulus" معناها: شعب باللغة التركية.
- و«أمير الأمراء» بالعربية، عند العرب.
- بينما تم تطبيقه في القبيلة الذهبية المغولية على جميع حاملي رتبة «أمير الأولوس». [3][4]
- ربما استخدمه المماليك المصريون أيضاً كلقب بديلا «لأتابك العسكر»، الذي هو القائد الأعلى للجيش. [3]

## بكلربك أفريقيا
كل من يحمل لقب بكلربك أو بايلار باي أفريقيا، يخول لصاحبه أن يصدر الاوامر إلى باشا تونس وطرابلس والجزائر وكان إعطاء هذا اللقب دائما للوالي العثماني على إيالة الجزائر.
الجدول التالي يستعرض الأسماء الأشخاص الذين أُسند إليهم لقب «بكلربك افريقيا»:
| بكلربك افريقيا               | صورة | العلاقة مع سلفه      | حكم من     | حكم حتى     | مصيره |
| ---------------------------- | ---- | -------------------- | ---------- | ----------- | --- |
| خير الدين بربروس             |      | --                   |            | 1544        | - حكم حتى وفاته في 20 جوان 1544 عين قائدا عاما للبحرية العثمانية مع احتفاظه بلقب باي لارباي افريقيا وخلفه لولاية الجزائر حسن آغا وفي 20 جوان 1544 عين ابنه حسن                                                 |
| حسن باشا بن خير الدين بربروس |      | ابنه                 | 1546       | سبتمبر 1551 | - استبعد من منصبه وعين القائد الصفاح لولاية الجزائر مدة ثمانية شهور |
| صالح رايس                    |      |                      | افريل 1552 | جوان 1556   | - توفي مريضا وهو يستعد للذهاب إلى وهران لمهاجمة الاسبان هناك |
| جلبي كرداوعلي                |      |                      |            |             | - مات مقتولا |
| حسن باشا بن خير الدين بربروس |      | ابن خير الدين بربروس | جوان 1557  | جوان 1561   | - تمرد عليه الجنود الاتراك في الجزائر وابعدوه |
| أحمد باشا (توضيح)            |      |                      |            |             | - توفي بعد ثلاثة أشهر من تسلمه السلطة |
| حسن باشا بن خير الدين بربروس |      | ابن خير الدين بربروس |            |             | - عين قائدا عاما للاسطول العثماني |
| محمد بن صالح رايس            |      | ابن صالح رايس        |            |             | - انهيت مهامه |
| قلج علي                      |      |                      | ماس 1568   | 1587        | - عين قائدا عاما لللاسطول العثماني مع احتفاظه بلقب الباي لارباي افريقيا وقد عين لولاية الجزائر الأسماء المتوالية بالترتيب الزمني: - عرب احمد - رمضان باشا - حسن فنزيانو - جعفر باشا - رمضان باشا - حسن فنزيانو |

## المصدر
1. ↑  عامر، محمود (كانون الثاني - حزيران 2012 م). "المصطلحات المتداولة في الدولة العثمانية" (PDF). مجلة دراسات تاريخية. قسم التاريخ - جامعة دمشق ع. 117–118: 371. مؤرشف من الأصل (PDF) في 15 فبراير 2017. اطلع عليه بتاريخ نيسان 2014 م. {{استشهاد بدورية محكمة}}: تحقق من التاريخ في: |تاريخ الوصول= و|تاريخ= (مساعدة)
2. ↑  صابان، سهيل (1421 هـ / 2000 م). المعجم الموسوعي للمصطلحات العثمانية التاريخية. الرياض: مطبوعات مكتبة الملك فهد الوطنية. ص. 64. ISBN:9960001490. {{استشهاد بكتاب}}: تحقق من التاريخ في: |سنة= (مساعدة)
3. 1 2 3  Ménage 1960، صفحات 1159–1160.
4. ↑  Jackson 1989، صفحة 84.
5. ↑  تاريخ الجزائر في القديم و الحديث، ج3، مبارك بن محمد الميلي، مكتبة النهضة الجزائرية، الجزائر، ص73
6. ↑  تاريخ الجزائر في القديم و الحديث، ج3، مبارك بن محمد الميلي، مكتبة النهضة الجزائرية، الجزائر، ص63
7. ↑  اريخ الجزائر في القديم و الحديث، ج3، مبارك بن محمد الميلي، مكتبة النهضة الجزائرية، الجزائر، ص73
8. ↑  تاريخ الجزائر في القديم و الحديث، ج3، مبارك بن محمد الميلي، مكتبة النهضة الجزائرية، الجزائر، ص80
9. ↑  ^ تاريخ الجزائر في القديم و الحديث، ج3، مبارك بن محمد الميلي، مكتبة النهضة الجزائرية، الجزائر، ص80
10. 1 2  ^ تاريخ الجزائر في القديم و الحديث، ج3، مبارك بن محمد الميلي، مكتبة النهضة الجزائرية، الجزائر، ص86
11. ↑  ^ تاريخ الجزائر في القديم و الحديث، ج3، مبارك بن محمد الميلي، مكتبة النهضة الجزائرية، الجزائر، ص91
12. ↑  ^ تاريخ الجزائر في القديم و الحديث، ج3، مبارك بن محمد الميلي، مكتبة النهضة الجزائرية، الجزائر، ص92
13. ↑  ^ تاريخ الجزائر في القديم و الحديث، ج3، مبارك بن محمد الميلي، مكتبة النهضة الجزائرية، الجزائر، ص97
14. ↑  تاريخ الجزائر في القديم و الحديث، ج3، مبارك بن محمد الميلي، مكتبة النهضة الجزائرية، الجزائر، ص104
15. ↑  تاريخ الجزائر في القديم و الحديث، ج3، مبارك بن محمد الميلي، مكتبة النهضة الجزائرية، الجزائر، ص117